# 北京市监狱管理局中心医院
北京市监狱管理局中心医院位于中华人民共和国北京市，是隶属于北京市监狱管理局的唯一一所二级甲等医院。

## 沿革
1987年5月，该院正式成立，其名称为北京市滨河医院。1989年5月，该院投入试运行，1990年5月正式开诊。2004年3月，该院更名为北京市博仁医院，2005年4月经北京市机构编制委员会办公室批准，更名为北京市监狱管理局中心医院，加挂北京市新康监狱牌子。
1994年，该院被评定为“二级甲等医院”，是“公费医疗定点医院”以及“医疗保险定点医院”。
2004年6月，该院改扩建工程竣工并投入使用。

## 职能
该院集北京市监狱局中心医院、监狱局所属监管单位——新康监狱、北京市人民政府确定的“罪犯医学鉴定定点医院”于一身，担负“监狱卫生管理、罪犯司法鉴定、疑难危重病犯诊疗、处置监狱突发公共卫生事件、监管医学研究”五项主要功能。